# Miguel Molina
Miguel Molina, född 17 februari 1989 i Girona, är en spansk racerförare.

## Racingkarriär

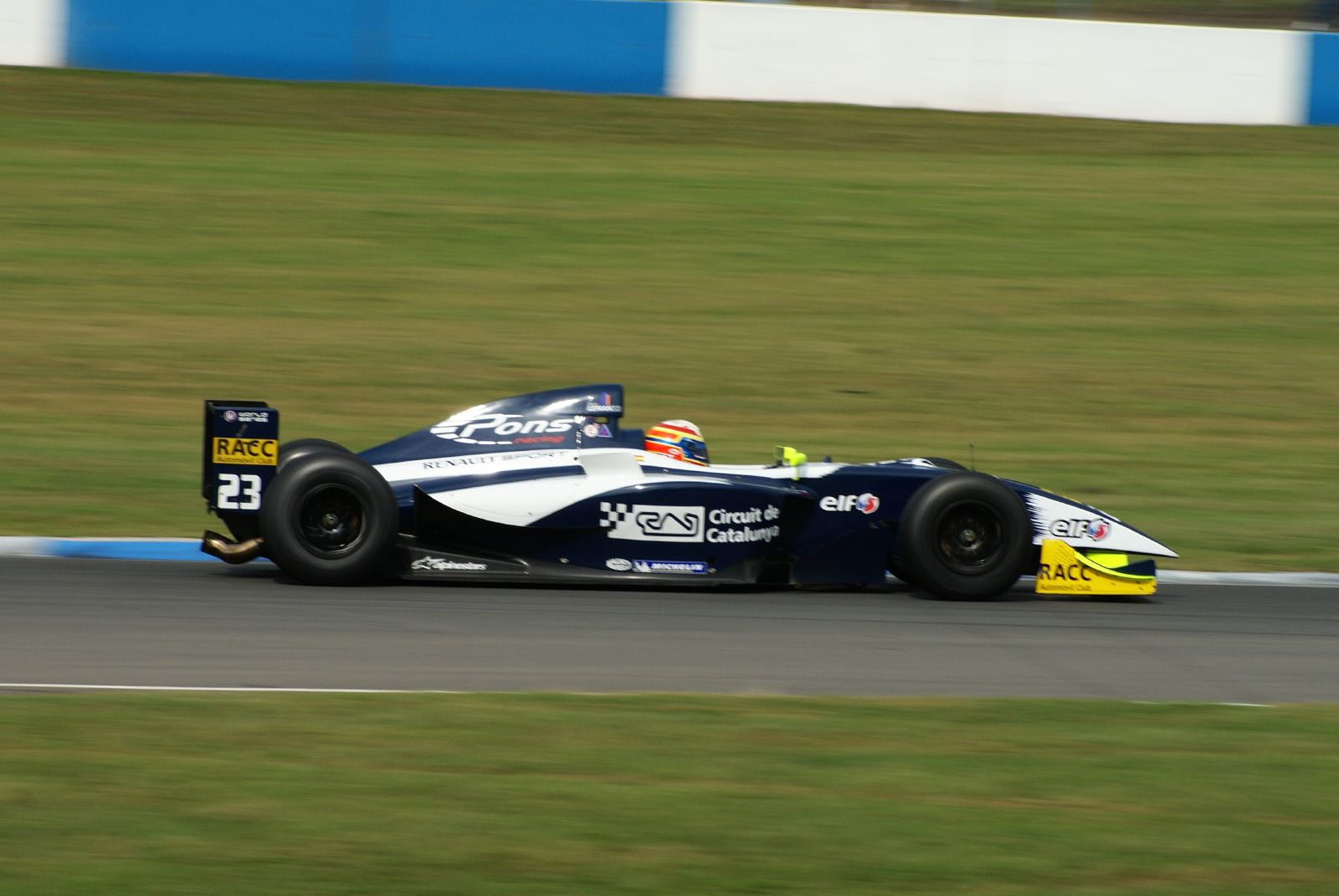
Miguel Molina på Donington Park i 2007.

Molina inledde sin karriär på allvar i Spanska F3-mästerskapet 2006, där han kom sexa.
Han bytte sedan till Pons Racing, som drevs av roadracinglegenden Sito Pons, och Formula Renault 3.5 Series säsongen 2007. Molina hade framgång på den internationella scenen, och slutade sjua efter två delsegrar i det högt rankade mästerskapet.
Han flyttade säsongen 2008 till Prema Powerteam, där han vann två lopp och tog en fjärdeplats totalt.
Säsongen 2011 körde han i serien DTM i Tyskland.